# Oreopanax seemannianus
Oreopanax seemannianus är en araliaväxtart som beskrevs av Élie Marchal. Oreopanax seemannianus ingår i släktet Oreopanax och familjen Araliaceae. Inga underarter finns listade.